# Chlorobapta bestii
Chlorobapta bestii är en skalbaggsart som beskrevs av John Obadiah Westwood 1842. Chlorobapta bestii ingår i släktet Chlorobapta och familjen Cetoniidae. Inga underarter finns listade i Catalogue of Life.